# نيكول غوردون
نيكول غوردون (بالإنجليزية: Nicole Gordon) هي لاعبة كرة الريشة نيوزيلندية، ولدت في 17 مارس 1976.

## وصلات خارجية
- نيكول غوردون على موقع BWF.tournamentsoftware.com (الإنجليزية)
- نيكول غوردون على موقع BWFbadminton.com (الإنجليزية)
- نيكول غوردون على موقع اللجنة الأولمبية النيوزيلندية (الإنجليزية)
- نيكول غوردون على موقع اتحاد ألعاب الكومنولث (مؤرشف) (الإنجليزية)
- نيكول غوردون على موقع دورة ألعاب الكومنولث 2006 (مؤرشف) (الإنجليزية)